# A Fêmea do Mar
A Fêmea do Mar é um filme brasileiro de 1981, com direção de Ody Fraga.

## Sinopse
Abandonada pelo marido, Jerusa mora numa ilha deserta do litoral catarinense com seus filhos, Cassandra e Ulisses. O cotidiano solitário do trio é abalado pela chegada do misterioso marinheiro Roque, que leva os familiares a se libertarem sexualmente, mas também transforma por completo o ambiente.

## Elenco
- Calu Caldine
- Jason César
- Adélcio da Costa
- Jean Garrett
- Aldine Müller
- Neide Ribeiro